# アシナシイモリ
アシナシイモリは、両生類 無足目（Gymnophiona【「裸の蛇」の意】または Apoda【「足無し」の意】）に属する、ミミズや蛇に似た外見の生物の総称である。英語圏では、この目のうち、カール・フォン・リンネによって最初に記載された属であるCaecilian（「盲目のもの」の意）の名で一般的に呼ばれる。地中生に高度に適応しており（一部の種は水生である）、極めて特殊化が進んでいるにもかかわらず、現生両生類中最も原始的な形質を残している。

## 特徴
以下の特徴を持つ。

### 形態
- 四肢と肢帯を持たず、体は細長い円筒状で、多くの体節的な環状の皮膚の襞（環帯）を持つためミミズに似ている。環帯を区切る溝が椎骨の末端と一致しているときは一次環帯、一次環帯同士の間にあるものを二次環帯という。
- 長い尾は持たず、総排出腔は体の末端近くにある。
- 皮膚は粘液腺に富む。
- 多くは皮骨鱗を持つ。祖先と考えられる細竜類を経由して遠く魚類から受け継いだものか、二次的に獲得した形質かは説が分かれる。
- 目は皮膚に覆われている。明暗を感じる程度しか役に立たない。
- 感覚器官として触手を持つ。引き込むことができ、ヤコブソン器官（鋤鼻器）に匂いを運ぶ。
- 鼓膜を持たない。空気中を伝播する音はごく低い周波数のものしか（上限200Hzという）聞き取ることはできないが、地面の振動は敏感に感じ取ることができる。
- 上顎に2列、下顎に1〜2列の牙状の歯がある。噛み付いた相手を強力に保持するのに役立つ。
- 顎を閉じる際、他の顎口類同様に下顎挙筋によって下顎を引き上げるのに加え、後下骨間筋によって下顎骨の関節後突起を後下方に引き付ける事で下顎前部を上方に動かし、頭長筋を収縮させることで顎と頭蓋を屈曲させる。これによってきわめて強い力で顎を閉じることができる。
- 頭骨はほぼ完全に骨に覆われている。地面を掘り進むのに使われる。これが原始両生類から受け継いだ特徴なのか、地中生活に適応して新たに手に入れた形質なのかはよくわからない。
- 椎骨は一般的に見られるようにまず軟骨として形成され、それが置換されていくのではなく、脊索の周りに直接に形成される。これは空椎亜綱と共通する特徴である。
- 多くの場合、左肺は痕跡的で、右肺が袋状に発達している。ミズアシナシイモリ科は左右の肺が共に発達している。例外的に肺を持たない種が2種（ミズアシナシイモリ科の Atretochoana eiselti （南米）、Caecilia iwokramae ）発見されている。皮膚と口もガス交換に使われる。

### 生態
- 地中生の種は、環帯の間にある襞を収縮させることによって地中をゆっくりと動き回る。水辺の湿った土の中、畑の柔らかい土の中、林床の落葉の中などに住む。夜間には餌となる節足動物や小型の脊椎動物を探して地上に出てくることもあるという。
- 水生の種はヒレ状になった胴体後部を使って泳ぐ。水底の石や倒木の下に住む。
- 外敵に襲われたとき、多くの種では皮膚から大量の粘液を出して相手の手から滑り抜けようとする。毒液を出す種も少数いる。毒の種類については詳しい研究は進んでいないが、他の両生類の毒とはかなり異なったものらしい。また、大型種はかなりの力で噛み付くこともできる。アシナシイモリ科に属する Geotrypetes seraphini は口から相当な力で水弾を撃ち出すという。

### 繁殖
- 全ての種で体内受精を行う。オスの総排泄腔の後部が反転して陰茎状の交接器 (phallodeum) になり、メスの総排泄腔に2〜3時間挿入して精子を渡す。
- オスでもミュラー管が退化せずに発達し、腺構造となる。おそらく精子に栄養を与える器官と思われる。
- 25%の種が卵生であり、一般に母親が抱卵して守ることが知られる。水生の幼生期を過ごす種と、孵化前に変態を終えて直接発生する種がある。幼生は外鰓と側線器官をもつが、変態するとそれらは失われる。
- 75%の種が胎生である。母親の卵管の上皮が増殖して分泌物を含んだ袋ができ、卵管内の幼生は卵黄を吸収し終わった後、それを歯でこすり落として食べる。この歯は胎児期に特有のもので、成体のものとは異なる。成体の歯は生後まもなく生えてくる。ふつう胎児は変態を終えてから生み出される。
- 抱卵する種であるBoulengerula taitanus では、生まれた子は、母親の表皮を食べて育つ。母親の皮は、三日で再生する。

## 分布

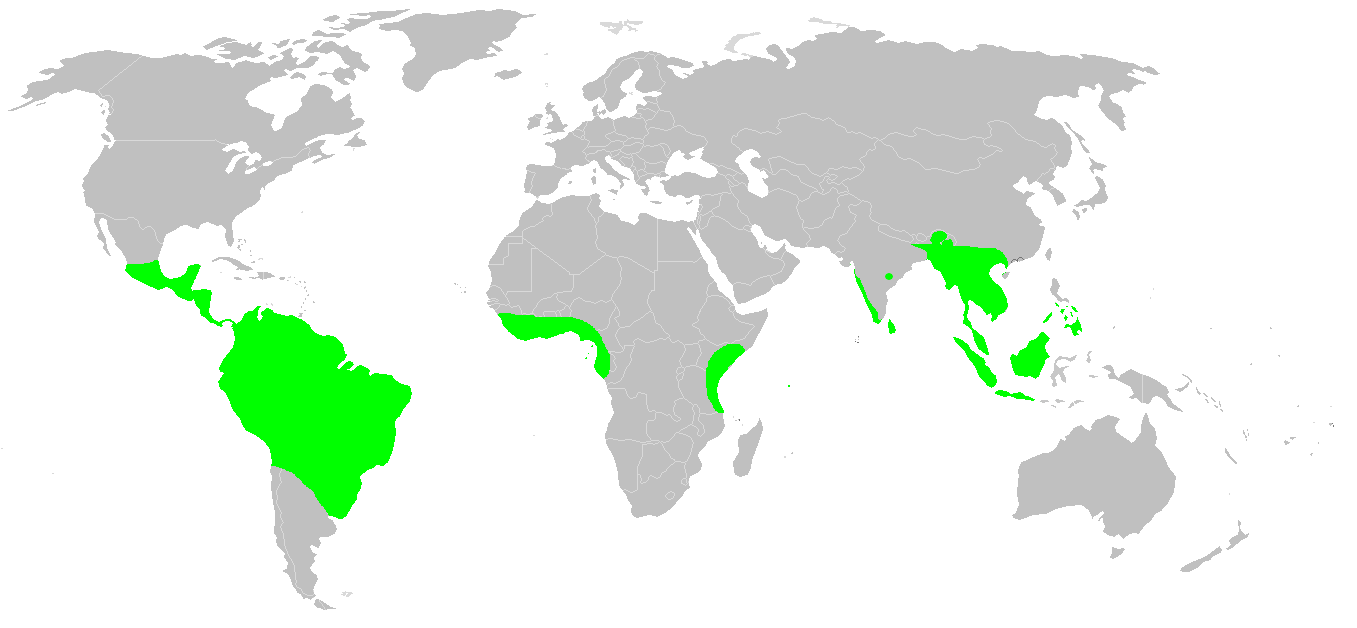
無足類の分布

熱帯域に広く分布する。海を渡れないにもかかわらず、東南アジア、インド、中南米、マダガスカルを除く熱帯アフリカに分布しており、まだこれらが一体でパンゲア大陸を形成していた三畳紀以前に起源を持つことを窺わせる。

## 下位分類
これらの種の多くはたった一つの標本でしか知られない。今後も多くの種が発見されるだろう。またシノニムも相当数含まれていると思われる。原始的と考えられる順に紹介する。原始的な種ほど染色体数が多く、染色体の大きさもまちまちな傾向がある。
Funcusvermis
2023年に記載された絶滅群。三畳紀の北米に生息していた、ステムグループのアシナシイモリ類。1属1種。三畳紀からは2017年にキンレステゴピスが最古のアシナシイモリ類として記載されており、分椎目との関連性が示唆されていたが、この仮説は後年の研究では支持されずキンレステゴピス自体もアシナシイモリ類との関連性はもはや支持されていない。それに対してFuncusvermisの形態は平滑両生類との強い関係性を示している。
エオカエキリア科 Eocaeiliaidae
絶滅群。ジュラ紀の北米に生息。短い四肢を持っていたがすでに空隙のない頭骨と触手を持っていた。1属。
オアシナシイモリ科 Rhinatrematidae、en:Beaked Caecilian
2属9種。南米北部に分布する小型種。最大30cm程度。最も原始的な形質を持つ。
頭骨には前頭骨や外翼状骨のような、他の現生両生類の目では見られない古い要素が残っており、それらがゆるく結合して可動性を残す。尾と二次環帯と鱗を持つ。口が吻端にあり開口部が前方を向く。下顎骨の関節後突起はまっすぐで短い。触手は目の直前から出る。幼生期を過ごす。
ヌメアシナシイモリ科 Ichthyophiidae、Fish Caecilians
2属39種。インド、中国南部、タイ、マレー半島に分布する中型種。最大50cm程度。原始的な特徴と分化した特長を相持つ。
頭骨は原始的な要素がかなり残っている。尾と二次環帯と鱗を持つ。口が吻端の下にあり開口部が前下方を向く。下顎骨の関節後突起はまっすぐで短い。触手は目の直前か目と鼻孔の中間から出る。メスは水生の幼体が孵化するまで卵を保護する習性がある。
ケララアシナシイモリ科 Uraeotyphlidae、Indian Caecilians
1属5種。インド南部に分布する小型種。最大30cm程度。ヌメアシナシイモリ科に類似しているが、より進歩したアシナシイモリ科との共通点も持つ。ヌメアシナシイモリ科との最大の差は口と触手の位置である。
頭骨の要素はヌメアシナシイモリ科とほぼ同じ。尾と二次環帯と鱗を持つ。吻端が飛び出し口は後方に引っ込んだ位置にある（これはオアシナシイモリ科とヌメアシナシイモリ科以外の全ての科に共通する形質である）。下顎骨の関節後突起はまっすぐで短い。触手は鼻孔の後から出る。卵生で直接発生する。
アフリカアシナシイモリ科 Scolecomorphidae、Tropical Caecilians
2属6種。サハラ砂漠以南の熱帯アフリカに分布する中型種。最大で45cm程度。
頭骨の要素はかなり失われている。尾と二次環帯と鱗を持たない。下顎骨の関節後突起が長く発達し、上方に曲がった形になる。目が骨で覆われており、その上から触手が出る。胎生（この科以上に進化程度の高い科では、自由遊泳する幼生はいない。全て直接発生か胎生である）。
アシナシイモリ科 Caeciliidae、Common Caecilians
26属99種。中南米、アフリカ、インド、セーシェル諸島に分布。10cm程度の小型種から150cmに及ぶ大型種までを含む。派生的な特長を持つ。
頭骨の原始的要素は多くの種で失われている。尾はない。二次環帯や鱗はある種もない種もいる。吻端の諸骨が癒合し、穴を掘るのに適応した形になっている。下顎骨の関節後突起が長く発達し、上方に曲がった形になる。触手は目の前方から出る。インドとセーシェルの種は直接発生する卵を産み、中南米の種の殆どは胎生である。アフリカの種は卵生のものも胎生のものもいる。
ミズアシナシイモリ科 Typhlonectidae、Aquatic Caecilians
5属13種。南米に分布する水生の大型種。胴体の後部はヒレ状になっている。最も派生的な特徴を持つ。
頭骨の原始的要素は失われている。尾と二次環帯と鱗を持たない。下顎骨の関節後突起が長く発達し、上方に曲がった形になる。胎生で変態済みの幼体を産む。オスの総排泄腔は水中での交接を容易にするため、メスの総排泄腔に固着しやすい形（吸盤状など）に変形していることが多い。水生でありながら側線器官を持たない。陸生の祖先から二次的に水生生活に戻ったものと考えられる。